# Dragonet de Montauban
Dragonet d'Artaud de Montauban, mort en 1349, est un prélat français  du XIVe siècle, évêque de Saint-Paul-Trois-Châteaux puis de Gap.

## Biographie
Dragonet appartient à la famille noble de Montauban. À une date inconnue mais postérieure au 4 avril 1307,  Dragonet est appelé à l'évêché de Saint-Paul-Trois-Châteaux. Il est présent au concile de Vienne en 1311/12 et il accompagne Guasbert Duval, archevêque d'Arles, son métropolitain, au concile qui se réunit en 1326  à Avignon. Il est élu à l'évêché de Gap en 1328. À  l'unisson des diocèses voisins et de l'église métropolitaine d'Aix, on réforme  le bréviaire de l'église cathédrale et du diocèse de Gap. 
En 1332, il fait, de concert avec son chapitre, une transaction avec le dauphin Guigues VIII, par laquelle le chapitre et lui se reconnaissent feudataires du dauphin, non seulement pour la terre de Saint-Laurent et pour tout ce qu'ils possèdent dans le district et territoire de Roissard. En 1341 il établit dans sa cathédrale l'office de la Vierge à perpétuité.

## Numismatique
Faustin Poey d'Avant, dans son ouvrage Monnaies féodales de France, consacre un chapitre aux monnaies frappées à Saint-Paul-Trois-Châteaux et présente quatre pièces au nom de l'évêque.
Un exemplaire d'une pièce frappée par Dragonet de Montauban, évêque de Saint-Paul-Trois-Châteaux figurait dans la collection de M. de Boullongne à la fin du XVIIIe siècle.

### Historiographie
- Louis-Anselme Boyer de Sainte-Marthe, Histoire de l'église-cathédrale de Saint-Paul-Trois-Châteaux : avec une chronologie de tous les évêques qui l'ont gouvernée, Offray, 1710 (lire en ligne), p. 114-118
- (la) Denis de Sainte-Marthe, Gallia Christiana in provincia ecclesiasticas distributa : Albi, Aix, Arles, Avignon et Auch, t. I, Valence, 1715 (lire en ligne), p. 718, revu et corrigé dans le Gallia Christiana novissima, volume IV (1909)
- Hugues Du Tems, « Évêché de Saint-Paul-Trois-Châteaux », dans Le clergé de France, ou tableau historique et chronologique des archevêques, évêques, abbés, abbesses et chefs des chapitres principaux du royaume, depuis la fondation des églises jusqu'à nos jours, Brunet, 1774 (lire en ligne), p. 360.